# Kiril Razumovski
El Conde Kiril Grigórievich Razumovski (en ruso: Кирилл Григорьевич Разумовский, en ucraniano: Кирило Григорович Розумовський Kyrylo Hryhórovych Rozumovsky; 18 de marzo de 1728 - 1 de enero de 1803) fue una figura de estado rusa descendiente de cosacos ucranianos, quien sirvió como el último Hetman de las huestes de Zaporzhia en ambas márgenes del Dniéper (entre 1750 y 1764) y después como Mariscal de Campo del Ejército Imperial Ruso. También fue Presidente de la Academia de Ciencias Rusa (entre 1746 y 1798). Hermano menor de Alekséi Razumovski.

## Biografía

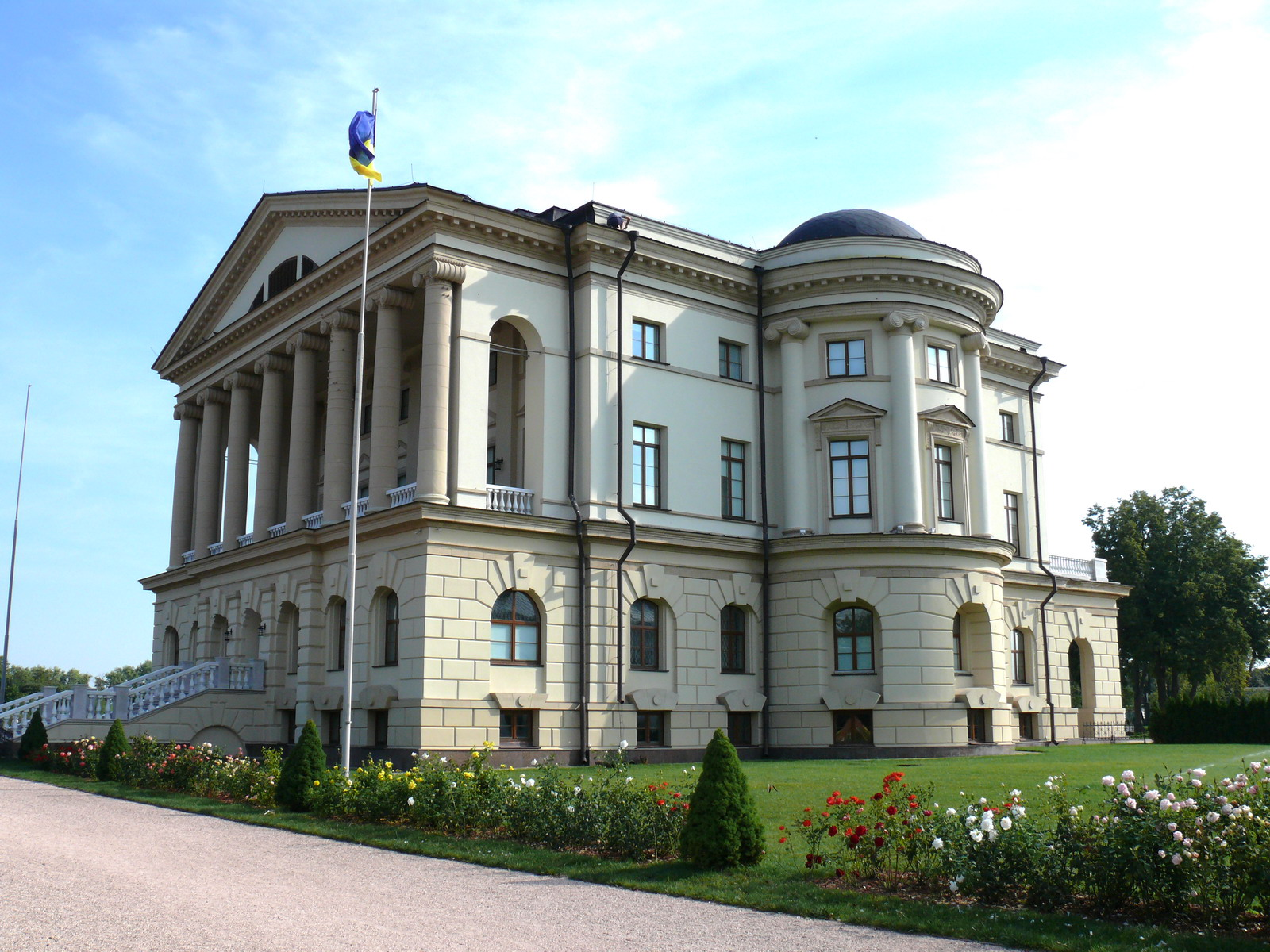
Palacio restaurado de Razumovski en Baturyn.

Razumovski nació en el seno de una familia cosaca de bajo rango en Lémeshi, Regimiento de Kiev, Gobernación de Kiev, el 18 de marzo de 1728. La población de Lémeshi donde Razumovski nació en la actualidad pertenece al raión de Kozeléts, óblast de Cherníhiv, Ucrania.
Entre 1743 y 1744, Kiril Razumovski asistió de incógnito a la Universidad de Göttingen. El ayudante de Razumovski en este viaje a Alemania fue Grigori Teplov. Teplov ejercía influencia sobre la Pequeña Rusia en su calidad como secretario y consejero de Kiril Razumovski (con cuya prima se casó). Razumovski fue designado Presidente de la Academia de Ciencias Rusa cuando acababa de cumplir 18 años debido a la influencia de su hermano mayor, Alekséi Razumovski, el marido morganático de la emperatriz Isabel de Rusia.
En 1750, Razumovski fue elegido y subsiguientemente designado Hetman de las huestes de Zaporizhia, un título que mantuvo hasta que Catalina II de Rusia abolió este título en 1764, a cambio a Razumovski se le concedió el rango de Mariscal de Campo del Ejército ruso en 1764. Durante su servicio como Hetmán, Baturin fue restablecida como residencia del Hetmán y Razumovski tuvo opulentos palacios barrocos erigidos tanto en Baturin como en Glukhov por el arquitecto imperial Andréi Kvásov y Charles Cameron. Junto con Grigori Teplov también planificó abrir una universidad en Baturin. Kiril Razumovski murió en enero de 1803 en Baturin, donde fue enterrado según sus deseos sin ninguna pompa, en marcado contraste con su estilo de vida boyante.
Kiril tuvo cinco hijos, entre los cuales el Conde Alekséi Kirílovich Razumovski (1748-1822) fue Ministro de Educación entre 1810-16, el Príncipe Andréi Razumovski (1752-1836) fue el embajador plenipotenciario ruso en Viena en los años del Congreso 1814-1815. Sin embargo, Andréi es más conocido por su papel como mecenas de Ludwig van Beethoven quien le dedicó tres Cuartetos de Cuerda, Op.59 1, 2 y 3, así como las Sinfonías n.º 5 y n.º 6. Todos los descendientes en línea masculina de Kiril Razumovski provienen por primogenitura de su cuarto hijo Grigori Razumovski (1759-1837), quien tuvo que emigrar a Europa Occidental y adquirió relativa fama como científico naturalista y miembro de varias sociedades científicas distinguidas en Austria, Prusia y Suiza.

Escudo de armas de la familia Razumovski.